# Камилски дол
Камилски дол е село в Южна България. То се намира в община Ивайловград, област Хасково.

## География
Село Камилски дол се намира в един от най-крайните ридове на Източните Родопи. Самото село е разположено на удобно било на левия бряг, над долината река Арда, днес в чашата на язовир Ивайловград. Селото отстои северно от град Ивайловград и язовирната стена на язовир Ивайловград. До селото се стига по настилен планински път, кратко разклонение на третокласния път свързващ градовете Любимец и Ивайловград.

## История
До 1934 година името на селoто е Деве дере. Преди Деве дере да бъде освободено и присъединено към България през 1912 г., селото принадлежи административно към Мустафапашенска каза на Османската империя. Според статистиката на професор Любомир Милетич в 1912 година в селото живеят 100 екзархийски български семейства.
При избухването на Балканската война в 1912 година двама души от Деве дере са доброволци в Македоно-одринското опълчение.

## Религия
В селото е изградена през 1840-те църква, наречена „Свети Георги“. Църквата е каменна, голяма трикорабна псевдобазилика. Камбаната е излята през 1895 г. в Одрин.